# NGC 2432
NGC 2432 ist ein offener Sternhaufen im Sternbild Achterdeck des Schiffs und hat eine Winkelausdehnung von 7,0' und eine scheinbare Helligkeit von 10,2 mag. Er wurde am 4. März 1790 von Wilhelm Herschel entdeckt.